# Indevillers
Indevillers är en kommun i departementet Doubs i regionen Bourgogne-Franche-Comté i östra Frankrike. Kommunen ligger i kantonen Saint-Hippolyte som tillhör arrondissementet Montbéliard. År 2022 hade Indevillers 248 invånare.

## Befolkningsutveckling
Antalet invånare i kommunen Indevillers
Referens:INSEE